# Tretosina
Tretosina is een mosdiertjesgeslacht uit de familie van de Calescharidae en de orde Cheilostomatida.  De wetenschappelijke naam ervan werd in 1927 voor het eerst geldig gepubliceerd door Ferdinand Canu en Ray Smith Bassler.

## Soorten
- Tretosina arcifera Canu & Bassler, 1927  †
- Tretosina arculifera (Canu & Bassler, 1927)
- Tretosina flemingi (Brown, 1952)
- Tretosina moderna Cook, 1985